# 古町站
古町站（日语：／ Komachi eki */?）是位於日本愛媛縣松山市的鐵路車站及路面電車站，隸屬於伊予鐵道（伊予鐵）。本站設有日本少見的鐵路線與路面電車月台共建車站，而且路面電車路軌更會平面跨越鐵路線的路軌，與位於大手町站外愛媛縣道19號十字路口，成為全日本僅有的鐵路／路面電車平面交匯處。本站與三津站和松山市站同為四國島內最初設立的鐵路站，並於2015年增設車站編號。高濱線為IY08，松山市內線則為07。

## 所屬路線
- 伊予鐵道

- ■ 高濱線
- 松山市內線（大手町線、城北線）

■1號線（環狀線下行—順時針方向）
■2號線（環狀線上行—逆時針方向）

## 車站結構

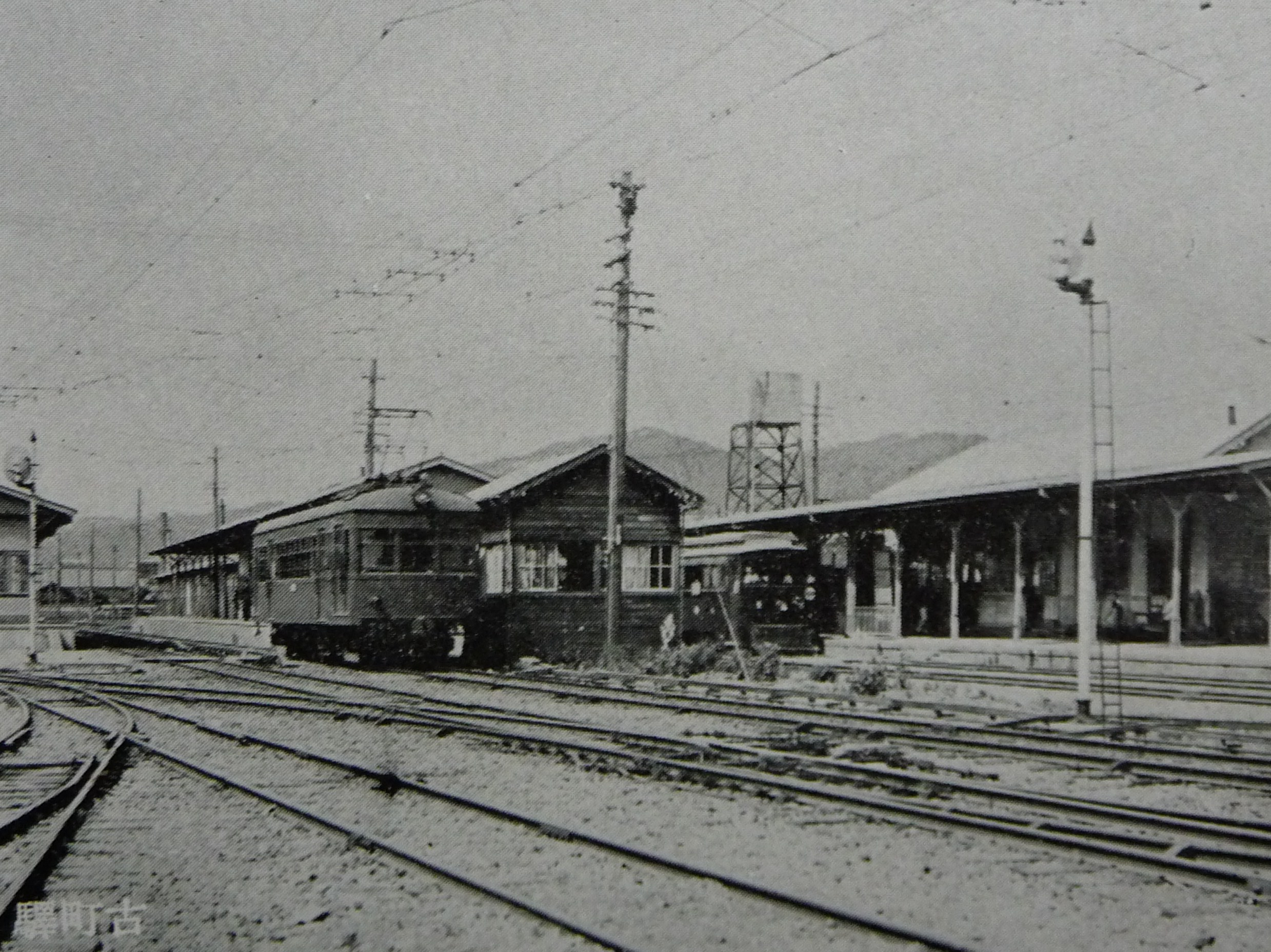
1930年代的古町站站内月台，右邊為當時第1代站房。

本站座落於古町車庫的用地上，為第三代站房。車站大廳兩旁均為伊予鐵道集團的建築物，中間的通道實為右側「伊予鐵古町大廈」的屋簷，並與左側的「7-Eleven」及「伊予鐵不動產有限公司」大廈合成一個無隙的通道。便利店方有一玻璃窗口，兼負責票務事宜；右側古町大廈的前方，為附設ATM的大型候車室，室內也設置以LED電視以顯示列車班次情報，男、女及傷殘人士專用洗手間亦設於候車室內。中間為通往古町大廈的後門，過往曾放置自動售賣機；後側為自動售票機及找換機。而在第一個平交道過路口的右側，有一已用欄杆圍封的地下入口，為已停用的地下隧道入口。1號月台直接使用便利店後方的牆壁建站，所以不用橫越平交道。
第1代與2代均為木製單層站房，其中第1代為路線開通時已存在，不過在二戰末期時，因受空襲而遭炮火所燒毀，4年後才在原址重建，是為為第2代站房，第2代站舍的外觀和規格均與當時的國鐵站房相近，但隨著松山市中心區域及其周邊地區的現代化發展，第2代房只使用了二十多年，亦遭拆卸。先是在70年代中期於原址興建了一座3層高的水泥建築（即現時伊予鐵不動產有限公司所在地）作為臨時站房，1977年再在旁新建成了6層高的古町大廈，並將車站設備搬至現址。
本站設有側式月台3座及島式月台1做，共提供4線5面的配置。其中路面電車使用2個側式月台，高濱線使用另外一個側式月台及島式月台。當中最外側的5號月台只供進出車庫時才使用。

### 路面電車
使用最接近車站大堂的2個側式月台，有效長度為2輛。由於前後路段皆為單線區域，所以是其中一個電車交換車站。在定點時間實行期間，須等待另一端的列車同時到站後才可以開出。在2號月台前端設有閉塞訊號提示器，指示電車能否駛入單軌路段，通過訊號提示器後，更設有可容納2輛電車的緊急月台，並於路軌上設有指示標記。
至於1號月台路軌，則同時兼備出入車庫用的路段，也是觀光列車「少爺列車」的乘降月台，這是因為避免「少爺列車」因調頭而阻礙環狀線電車的通行，因此選擇在1號月台落客後直接駛回電車車庫才進行調頭。

### 高濱線
使用較遠離車站大廳的1個側式月台及島式月台。其中3號月台往松山市方向的有效長度為3輛，4及5號月台的有效長度為4輛。早上繁忙時段會安排額外車廂行走本站至橫河原線橫河原站路段，並在本站進行增結和解結。而上行列車離開本站後，將會進入伊予鐵道內唯一的架空路段，直至到達衣山站前為止。

#### 月台配置
| 月台     | 路線          | 方向                              | 目的地                                |  |
| -------- | ------------- | --------------------------------- | ------------------------------------- |  |
| 市內電車 |               |                                   |                                       |  |
| 1        | ■2號線 環狀線 | JR松山站前、松山市站方向          |                                       |  |
| 1        | 2             | ■1號線 環狀線                     | 木屋町、上一萬方向                    |  |
| 郊外電車 |               |                                   |                                       |  |
| 3        | ■高濱線       | 松山市、直通■横河原線往横河原方向 |                                       |  |
| 4        | ■高濱線       | 高濱方向                          |                                       |  |
| 5        | ■高濱線       | 高濱方向                          | 5號月台亦是進出車輛基地所經過的月台。 |  |

## 歷史
- 1888年10月28日：開業，最初稱為「三津口站」。
- 1889年7月20日：改稱為「古町站」。
- 1931年5月1日：站舍與高濱線月台間之地下隧道開始使用。
- 1945年7月26日：第一代站舍受空襲所破壞，全屋燒毁。
- 1949年12月28日：第二代站舍建成。
- 1977年7月18日：伊予鐵古町大廈建成，是為第三代站舎。
- 2005年3月22日：增設無障礙通道，並停用地下隧道[7]。
- 2025年3月18日：伊予鐵內所有郊外鐵道線均可使用ICOCA及全國交通系IC卡[8][9][10]。

## 相鄰車站
伊予鐵道
高濱線
衣山（IY07）－古町（IY08）－大手町（IY09）
城北線
古町（07）－萱町六丁目（08）
大手町線
古町（07）－宮田町（06）

## 外部連結
- 伊予鐵道古町站公式網頁。 （页面存档备份，存于）（日語）

 维基共享资源上的相關多媒體資源：古町站